# Pio Vanzi
Pio Vanzi (Firenze, 9 ottobre 1884 – Palermo, 18 ottobre 1957) è stato un regista, sceneggiatore e giornalista italiano.

## Biografia
Figlio del giornalista della Nazione Leonetto Vanzi e della nota scrittrice e traduttrice Fanny Vanzi Mussini, inizia la carriera di giornalista presso La Tribuna, diventando poi direttore di vari periodici come Il Pasquino, Il Travaso delle idee, Noi e il mondo e La Tribuna illustrata.
Nel 1913 debutta come sceneggiatore con Carambola, mentre come regista nel 1919 ha il suo esordio con Le labbra e il cuore. Dal 1924 al 1925, dirige Il Sereno accanto a Giuseppe Baschieri-Salvadori (garante degli afflussi di denaro governativo al neo-nato quotidiano romano: al quale collaborano firme prestigiose, come il poeta Moscardelli, direttore della Terza Pagina, altre lo diventeranno rapidamente: Achille Campanile, Julius Evola). Dopo il 1928 lo ritroviamo collaboratore de L' Italia : quotidiano filofascista che si rivolge alla comunità italiana di San Francisco. Ripresa , a partire dal 1932, l'attività nel settore cinematografico, Vanzi firmera', sino al 1943, alcune sceneggiature di pellicole nazionali.

## Filmografia
- La signora Arlecchino, regia di Mario Caserini (1918), soggetto e sceneggiatura
- I topi grigi, serie cinematografica, regia di Emilio Ghione (1918), soggetto
- Duecento all'ora, regia di Gennaro Righelli (1918), soggetto e sceneggiatura
- Le labbra e il cuore (1919)
- La tartaruga del diavolo (1920)
- La pecorella (1920)
- Ursus (1922)
- L'anello di congiunzione (1922)
- Tocca prima a Teresa, regia di Toddi (1923), soggetto
- Il presidente della Ba. Ce. Cre. Mi., regia di Gennaro Righelli (1933), soggetto
- Gli ultimi della strada, regia di Domenico Paolella (1940), sceneggiatura
- Confessione, regia di Flavio Calzavara (1941), soggetto
- L'affare si complica, regia di Pier Luigi Faraldo (1942), sceneggiatura